# Santogold (album)
Santogold è l'album di debutto della cantante e produttrice statunitense Santigold, che all'epoca usava il nome Santogold, pubblicato nel 2008 per la Atlantic Records.

## Tracce
| #  | Title                                       | Writer(s)                                       | Producer(s)                 | Featured Guest(s)       | Time |
| -- | ------------------------------------------- | ----------------------------------------------- | --------------------------- | ----------------------- | ---- |
| 1  | "L.E.S. Artistes"                           | John Hill, Santi White                          | Jonnie "Most" Davis         | -                       | 3:24 |
| 2  | "You'll Find A Way"                         | C. Feinstein, J. Hill, S. White                 | Jonnie "Most" Davis, Switch | -                       | 3:00 |
| 3  | "Shove It"                                  | J. Hill, Naeem Juwan, Dave Shayman, S. White    | Disco D, Switch             | Spank Rock              | 3:46 |
| 4  | "Say Aha"                                   | J. Hill, S. White                               | Switch                      | -                       | 3:35 |
| 5  | "Creator"                                   | Darin McFayden, David Taylor, S. White          | Switch, Freq Nasty          | vs. Switch & Freq Nasty | 3:33 |
| 6  | "My Superman"                               | J. Hill, Wesley Pentz, S. White                 | Diplo                       | -                       | 3:00 |
| 7  | "Lights Out"                                | C. Feinstein, J. Hill, S. White                 | John Hill, Santi White      | -                       | 3:12 |
| 8  | "Starstruck"                                | J. Hill, S. White                               | Diplo, Switch               | -                       | 3:54 |
| 9  | "Unstoppable"                               | W. Pentz, S. White                              | Diplo, John Hill            | -                       | 3:32 |
| 10 | "I'm A Lady"                                | Trouble Andrew, C. Feinstein, J. Hill, S. White | John Hill, Santi White      | Trouble Andrew          | 3:43 |
| 11 | "Anne"                                      | J. Hill, D. Taylor, S. White                    | Switch                      | -                       | 3:28 |
| 12 | "You'll Find A Way" (Switch & Sinden Remix) | C. Feinstein, J. Hill, S. White                 | Switch, Sinden              | -                       | 3:12 |